# محمد في مكة

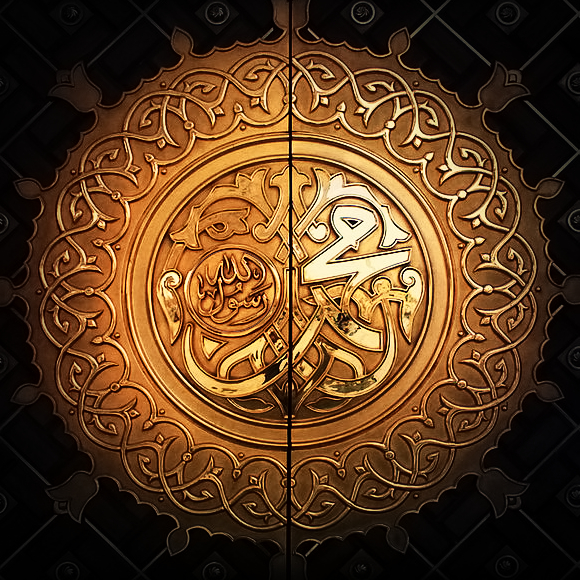
محمد رسول الله

عاش خاتم أنبياء الإسلام محمد اثنين وخمسين عاما من حياته في مكة حيث ولد.
وقد ولد النبي محمد  يوم الاثنين بتاريخ 12 ربيع الأول من عام الفيل، وبُعث وهو في سن الأربعين من عمره، استمرت دعوته لمدة 23 عامًا منها 13 عامًا في مكة المكرمة يدعو أقاربه وأبناء عشيرته، و10 سنوات في المدينة المنورة بعد أن هاجر من مكة إلى المدينة مرغمًا بعد أن كثر أذى قريش.

## مواقيت النبي في مكة
- 570 يتوفى الله والده.
- 571 يولد محمد بن عبد الله بمكة.
- 576 يتوفى الله والدته آمنة بنت وهب.
- 578 يتوفى الله جده عبد المطلب.
- 583 يسافر عدة مرات إلى متجرة الشام.
- 595 يتزوج خديجة بنت خويلد.
- 610 ينزل جبريل ويستقرئه ثم يقرئه القرآن لأول مرة.
- 610 ينبأ بالنبوة.
- 613 يعلن إلى قريش الرسالة بعد إسرارها.
- 615 يهاجر بعض المسلمون إلى الحبشة.
- 616 يشرع بنو هاشم في مقاطعته.
- 618 حرب بين أهالي يثرب.
- 619 ينهي بطن بني هاشم مقاطعته.
- 619 يتوفى الله عمه أبو طالب وزوجته خديجة.
- 620 يسري ويعرج الله به.
- 622 يهاجر إلى المدينة المنورة.